# 花畑牧場
株式会社花畑牧場（はなばたけぼくじょう）とは、1992年（平成4年）に設立され、北海道河西郡中札内村に本社を置く、牧場経営・食品の製造販売などをする企業。
田中義剛が代表取締役社長ならびに牧場長を務める。親会社は田中が所属する芸能プロダクション・アップフロントグループ。

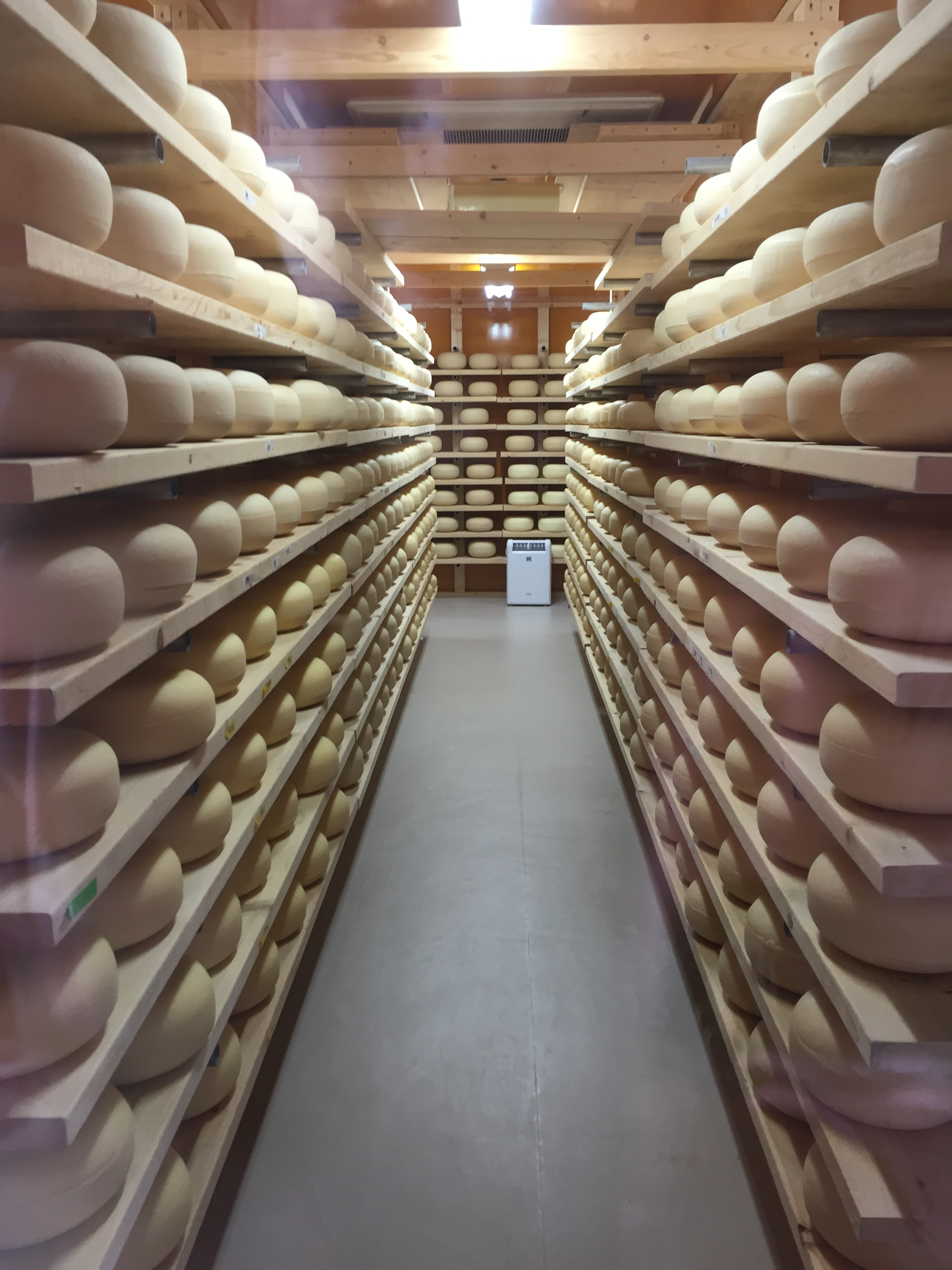
チーズ熟成庫

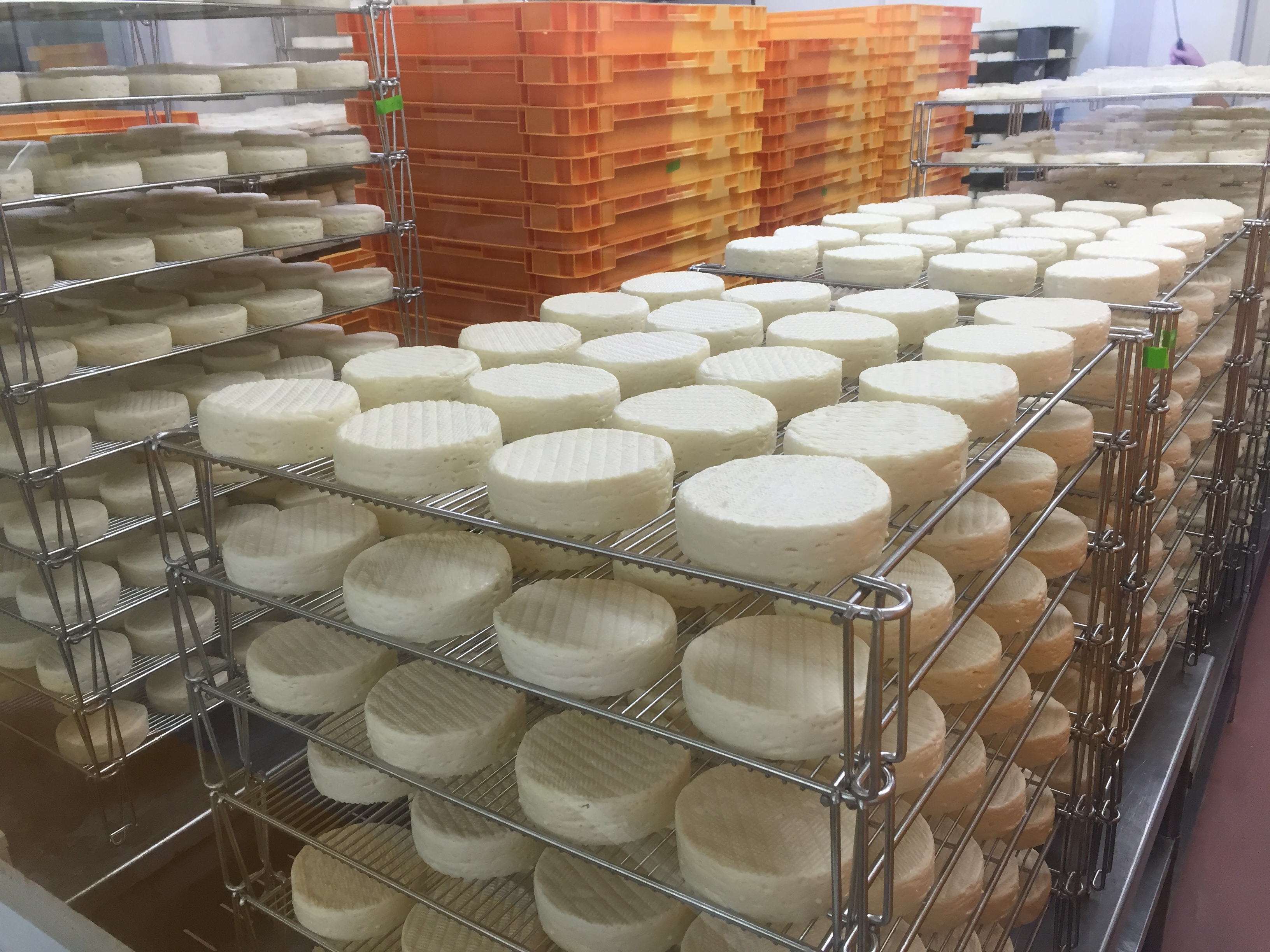
チーズ工場

## 概要
生キャラメルの製造販売事業で成長を遂げた。牧場が本店所在地にあり、十勝地方の観光スポットの一つとなっている。
北海道内外で、花畑牧場ブランドの生キャラメルやアイスクリーム・チーズ・プリン・菓子パン等を販売するショップや、イートインが出来るカフェなどを展開している。また、販売されている商品のすべてが花畑牧場内で生産されている訳ではなく、他の企業へ製造委託されているものもある。
通信・ネット販売に力を入れており、通信販売専門チャンネルであるQVCに田中本人が出演し、さまざまな「花畑牧場」ブランドの商品を不定期に紹介、販売している。インターネットでの販売も積極的に行っており、楽天市場やYahoo!ショッピングにも出店している。
1998年には『風の娘たち』という音楽情報番組がテレビ東京で放送され、この枠内で花畑牧場が舞台のドラマも作られた。

## 沿革
1992年の開業当初は、ジャージー牛が1頭いるのみであった。このために税務署から「牧場をやっているのかペットを飼っているのかはっきりしてほしい」との指摘を受けたと、田中が「チューボーですよ!」（TBS系）に出演した際に語った。
当時は空港などで販売されている北海道みやげとして、「白い恋人」「マルセイバターサンド」「ロイズの生チョコ」などの菓子類が、全体の9割以上を占めており、他の業者が入り込む余地はほとんどなかった。花畑牧場の製品も例に漏れず、営業活動は続けていたものの、なかなか販売スペースの確保に結びつかず、苦しい経営が続いていた。
しかし、2007年に石屋製菓の「白い恋人」賞味期限先延ばし問題が発覚したことにより、「白い恋人」は空港のみやげ売り場から撤去されスペースが大幅に空き、花畑牧場の生キャラメルを置けることになった。前年より新しいご当地みやげとして生キャラメルが注目され始めていたことに加え、田中の知名度と宣伝活動もあって、各メディアで取り上げたことが追い風となり、大ヒットにつながった。
2009年2月、夕張市・石炭の歴史村内にある旧サイクリングターミナル「黄色いリボン」の競争入札に参加し、同施設を3400万円で落札した。同施設では夕張メロンの果汁入り生キャラメルの生産をしており、地元の高齢者を中心に正社員50名、合計で約300名を雇用した。同施設は4月20日オープンし、売店・レストランも併設された。同月には宮崎県知事であった東国原英夫からの誘致に応える形で宮崎県にも進出し、宮崎県産マンゴーを主原料とした生キャラメル「生キャラメルマンゴー」を販売する。「生キャラメルマンゴー」の生産は、宮崎県の食品加工会社・米良食品に製造を委託している。
ソフトクリームなど一部商品については、東京交通会館内の北海道どさんこプラザ有楽町店などで、以前から販売を行っていた。2009年2月に東京・青山に「ホエー豚亭」を出店し、正式に東京に進出した。また4月には南青山に「花畑牧場カフェ 生キャラメル&アイスクリーム」をオープン。ホットキャラメルを冷たいアイスクリームにかけた「ホットキャラメル・アイスクリーム」を看板商品として掲げ、以降、渋谷・銀座などにも都内8カ所で直営店をオープンさせた。しかし、同年秋になって竹下通り店、渋谷店、青山店、銀座店（ホエー豚亭）の4店舗は、他店との統廃合という形で閉店し合理化を図っている。
花畑牧場内生キャラメル製造工場など建物3棟（第1工房、第2工房、飲食店「ホエー豚亭」）で、建築基準法違反が見つかり、2009年6月3日付文書で北海道から是正指導を受け、2009年7月1日までに是正計画書を提出するよう求められた。防火壁や非常用照明装置の未設置、排煙設備の不足、廊下幅や天井の高さの不足など。
生キャラメルを製造していた札幌工場が2009年8月31日で一時閉鎖し、派遣社員300人については契約を更新しない旨が、北海道新聞によって報じられた。
2010年4月10日、経営戦略を見直し、商品の多様化を進めると発表。第1弾商品として、ポテトチップスに生キャラメルを染みこませた「天使のポテト」を2010年4月21日から北海道限定で発売。ポテトチップスは、ふらの農協の工場で湖池屋が製造した物を使用している。
2010年8月6日、セブン-イレブン・ジャパンとホエー豚を使った商品「こだわりおむすび 花畑牧場ホエー豚の豚丼風」「花畑牧場ホエー豚の炭火焼 豚重」「花畑牧場ホエー豚 濃厚背脂入りカップそば」共同開発、北海道内のセブン-イレブンで順次発売。
2011年2月16日、大手宅配ピザチェーンのストロベリーコーンズと、「ナポリの窯」とのコラボレーション企画で、「カチョカヴァロ」チーズと生キャラメル使用したピザやデザートを発売開始した。
2019年、花畑牧場内に「花畑牧場ギャラリー」を開設し、ビートたけし作の絵画を常設展示する「北野武展」を開いている。また、2009年から夕張市で営業している「夕張希望の丘」には所ジョージによる「世田谷ベース 夕張出張所」が設けられており、こちらにもたけし作の絵画が展示されている。たけしの絵画作品を観ることが出来るのは、世界でもここだけである。

## 労使紛争
2022年1月26日、中札内村の十勝第2工場で、ベトナム人従業員38人が寮の水道光熱費の大幅な値上げに抗議してストライキを実施。会社側は、「以前の光熱費（雇用条件書には「約7000円」と記載）に戻す」としたものの、ストライキに参加しなかった従業員を含む40人に対して、3月15日での契約満了を通知。そのうち4人に対しては、就業規則違反を理由に7日間の出勤停止処分にし、「他の従業員を扇動して生産ラインを停止した」などとして、計200万円の損害賠償を請求した。なお、社長の田中義剛は「示談するつもりはない」と述べた。
2022年3月14日、花畑牧場側は、公式サイト上で「田中の発言を断片的に切り取って情報発信したことは、名誉毀損罪および信用毀損罪に該当する」「ベトナム人従業員3名に対して刑事告訴を行い、3月9日付で帯広警察署に受理された」という主旨の声明を発表した。これに対し、ベトナム人従業員を支援している札幌地域労組側は、「刑事告訴はやりすぎ」「日本の文化や法律が分からない圧倒的な弱者に対して一方的に損害賠償を請求したり警察に訴えたりすべきではない」などと批判した。
2022年3月15日、共同通信社は、花畑牧場がベトナム人従業員に通知した2021年3月15日付の労働条件通知書に記載された契約期間が「2022年3月15日まで」となっている一方で、入管に提出した2021年10月20日付の雇用条件書に記載された契約期間が「2022年10月31日まで」となっており、入管は虚偽の届け出に当たる可能性があるとして調査を始めた、と報じた。
2022年3月18日、花畑牧場側とベトナム人従業員側の間で和解が成立し、田中は一連の会社側の対応が不適切であったと認め、ベトナム人従業員を支援している札幌地域労組側の代理人に対して謝罪した。和解協定書の中で、花畑牧場側は「一連の対応が不適切だったと認め、ベトナム人労働者に対して謝罪する」「損害賠償請求や刑事告訴について、理由がないことを認め、取り下げる」「解決金を支払う」「自社公式サイトのトップページ上に謝罪文を1週間掲載する」との意向を示した。

## 商品
百貨店やスーパー等で開催される北海道物産フェア等でも「花畑牧場」ブランドの食品が販売されている。中でも『生キャラメル』は花畑牧場を代表する商品となっている。なお、社長の田中は2011年11月に「第8回ALL JAPANナチュラルチーズコンテスト」でチーズ「ラクレット」が農林水産大臣賞を受賞したことをうけ、2011年12月時点で「うちはスイーツとチーズと養豚の3本柱」と述べた。

### 生キャラメル

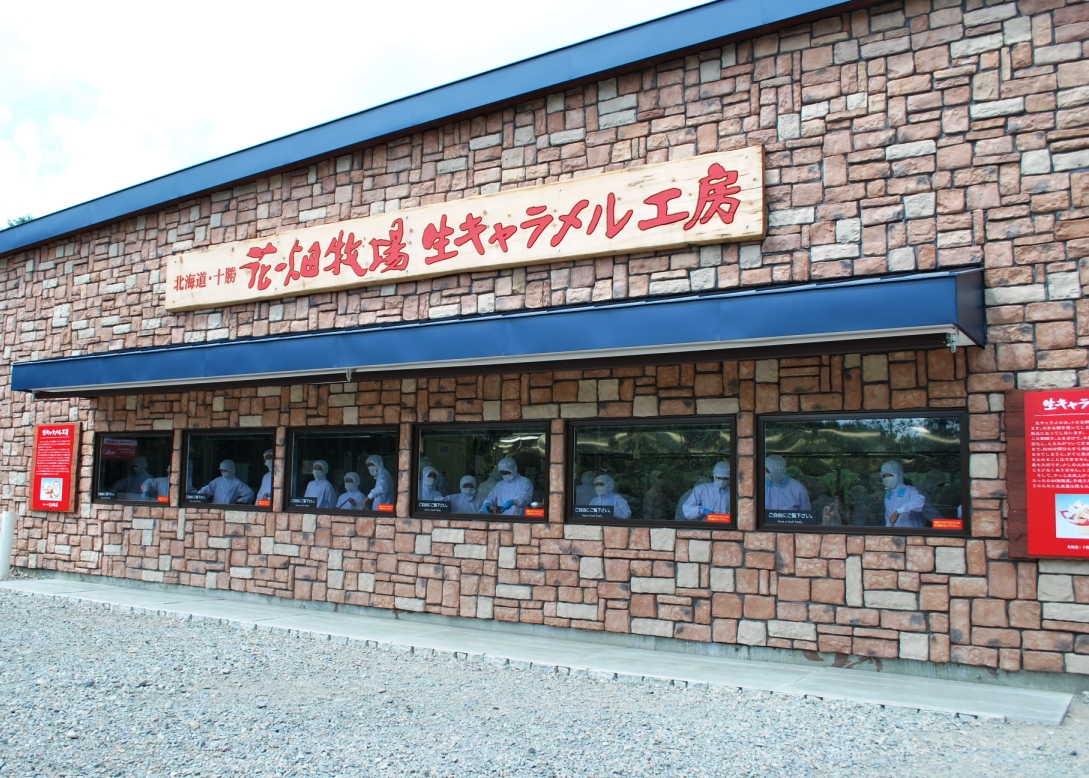
生キャラメル工房（中札内村）

- 花畑牧場の人気商品である。レシピはオリジナルのものではなく、ノースプレインファームのレシピを基に製造している。
  - 2008年5月2日付で田中義剛の名義で出願番号 商標出願2008-34597「生キャラメル」として出願されたが、2009年（平成21年）3月31日付で却下された[20]。
- 2007年6月、新千歳空港 Blue Sky（日本航空グループ JALUX）にて販売開始[21]
- 2008年7月1日 調理食品製造業「株式会社見方」の第2工場にて生キャラメルの生産を開始[22]。
  - 札幌工場は、70人体制で「チョコレート」と「ホワイト」の2種類を1日計1万箱。中札内工場では、200人体制で「プレーン」を中心に1日1万8千箱生産していた。
- 供給量が非常に少なく、1人5個までしか購入できないことに端を発する恐喝事件[23]や、人気商品であることに由来する類似表示事件などが発生している。
- 2008年10月には花畑牧場の生キャラメルと偽り、CGCグループの加盟店であるショッピングひまわりにてパック詰めおよび販売された商品から、メラミンが検出されて騒動になった。花畑牧場では偽製品にメラミンが混入されているという報道がされた以前に、商品に対して不正競争防止法違反容疑で刑事告訴していた[24]。偽製品はラベルに「花ばたけぼくじょうの生キャラメル」と記載されていた。
- 2009年に東国原英夫との連携で、マンゴーを使った生キャラメルを[25]販売した。
- 『生キャラメル 〜New Type〜』のパッケージのイラストを北野武が描いた。報酬は生キャラメル3箱であったという[26][出典無効]。
- 2011年5月24日に、モンドセレクションの最高金賞を受賞[27]。その後2016年まで、連続6回受賞[28]。

## 事業所
本社
北海道河西郡中札内村元札内東4線311-6
東京事務所
東京都港区浜松町一丁目9番10号 DaiwaA浜松町ビル8F
札幌事務所
北海道札幌市厚別区厚別中央3条1丁目11-3 長谷川ビル2F

## 牧場

### 十勝・花畑牧場
北海道河西郡中札内村元札内東4線311-6
- 敷地面積 23ヘクタール、7万坪。
- 入場無料、入場時間：11:00 - 15:00、定休日：なし（11月〜4月中旬まで冬期休業）
- ファームランドにて、本格的シープドッグショー、ディスクドッグショー、羊の背中を歩く牧羊犬、バター造り体験のファームショー実施された。
- 牧場内にある工房では、作業の様子を窓から見学できる。
- 牛、羊、馬、豚などに加え、かつて日本テレビ「雷波少年」に登場したロバのロシナンテも飼われていた。
- 花畑牧場の名称は「設立当初は、花と牧場の融合を目指していた」ことにちなむが、のちに「（当時）4億の借金があってそれどころじゃなかった」と語った。現在は完済している。設立当初から場内に花畑が作られたことはなかったが、2009年ごろからラベンダー畑が作られるようになった。

## 工場

### 十勝第1工場
音更町
- 2009年7月にオープン
- 花畑牧場の主幹工場(生産量および敷地面積が最大)
- デザートやチーズなどを製造[29]

### 十勝第2工場
中札内村
- 2010年4月にオープン
- 「カチョカヴァロ」「ラクレット」「生カマンベール」などを製造[30]

### 十勝第3工場
- 2010年4月にオープン
- 常温のスイーツ(「生キャラメル」「もちっぷす」「とかりんとう」「プレミアムポップコーン」など)を製造[31]

### 夕張第1工場
- 2009年4月にオープン
- ホエイ豚を使った豚丼、ジンギスカン、生ハムのスモーク、ライスバーガー、鹿肉ジャーキーなどを製造[32]

Source: 花畑牧場公式サイト, Wikipedia

## 店舗
北海道内に4店舗とバンコクのDON DON DONKI トンロー店内の5店舗。なお、全国各地で適宜臨時出店をしている。

### 閉店店舗

#### 北海道内
- 釧路

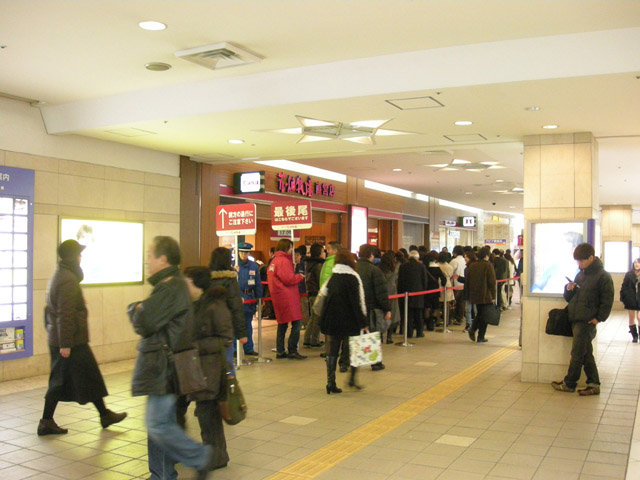
札幌アピア店に並ぶ人々

  - 「花畑牧場」ポスフール店（生キャラメルブレイク前からの店舗であるが、事業縮小を理由に2010年1月31日閉店）
- 札幌
  - 「ホエー豚亭」札幌狸小路店 （2009年6月9日 - 2009年10月2日）
  - 「花畑牧場カフェ」札幌時計台店（2009年7月18日 - 2010年10月31日）
  - 「花畑牧場」アピア店（2009年2月1日 -2011年3月31日 ）
  - 「花畑牧場カフェ」札幌大通店（2009年4月24日 - 2014年9月21日）
- 旭川
  - 「花畑牧場」西武旭川店（2009年2月1日 - 2010年9月30日）
- 函館
  - 「花畑牧場」函館店（2009年4月18日 - 2010年10月31日）
- 大滝
  - 「花畑牧場」大滝・風の森店（2010年4月21日 - 2010年10月31日）
- 富良野
  - 「花畑牧場 富良野 期間限定ショップ」（2010年6月15日 - 9月末）
  - 「花畑牧場 富良野 ジンギスカン」（2010年7月3日 - 8月末）

#### 北海道外
- 東京都渋谷区
  - 「花畑牧場カフェ生キャラメル&アイスクリーム」竹下通り店（2009年6月4日 - 2009年9月30日）
  - 「花畑牧場カフェ」東京原宿店（2009年6月4日 - 2010年9月26日）
  - 「花畑牧場カフェ 生キャラメルアイスクリーム&生コラーゲンラーメン」原宿店（2009年7月1日 - 2010年9月26日）
  - 「花畑牧場カフェ生キャラメル&アイスクリーム」渋谷店（2009年6月4日 - 2009年10月18日）
- 東京都港区
  - 「花畑牧場カフェ生キャラメルアイスクリーム&生コラーゲンラーメン」青山店（2009年11月14日「花畑牧場・生メロンパン工房 東京青山店」にリニューアル）
  - 「花畑牧場 生メロンパン工房」東京青山店（2009年11月14日リニューアル - 2010年9月26日）
  - 「ホエー豚亭」青山店（2009年2月5日 - 2009年12月27日、生メロンパン工房へ改装）
  - 「花畑牧場カフェ」六本木ヒルズ店（2009年11月1日 - 2011年8月21日）
- 東京都中央区
  - 「ホエー豚亭」銀座店（2009年7月2日 - 2009年10月31日）
  - 「花畑牧場カフェ」東京銀座店（2009年6月4日 - 2010年12月26日）

- 神奈川県横浜市　　[神奈川県横浜市青葉区美しが丘1-1-2 たまプラーザテラス ゲートプラザⅠ 3F]
  - 「花畑牧場 十勝チーズ工房 MOZZARELLA BAR」（2013年2月22日 - 2015年1月25日 ）

- 江ノ島
  - 「海の家 花畑牧場  期間限定ショップ」（2010年7月1日 - 2010年8月31日）

- 軽井沢
  - 「花畑牧場カフェ&ホエー豚亭」（2009年7月18日 - 2013年9月30日）

## ハロープロジェクト関連
ハロー!プロジェクトのカントリー娘。が、1999年（平成11年）の結成から2003年（平成15年）のはじめまで、この牧場を拠点にして“半農半芸”生活を送った。柳原尋美は、レッスンのためこの牧場へ車で向かう途中、単独事故により死亡した。あさみは、この牧場の職員からカントリー娘。に抜擢された。
牧場では、ハロー!プロジェクトの生写真やグッズを販売するオフィシャルショップが開設されていたが、現在は閉店している。
尚、同社の商品「もちっぷす」には藤本美貴が起用されている。